# Махров, Пётр Семёнович
Пётр Семёнович Махро́в (1876, Тамбов — 29 февраля 1964, Канны) — русский генерал-лейтенант, участник русско-японской, Первой мировой и Гражданской войн.

## Биография
Родился в Тамбове 1 (13) сентября 1876 года.
Окончил Минское реальное училище и Виленское пехотное юнкерское училище, откуда в 1897 году был выпущен подпоручиком в 117-й Ярославский полк. Участвовал в русско-японской войне.
В 1907 году окончил Николаевскую академию Генерального штаба, по первому разряду. Ещё во время занятий в академии, во время русско-японской войны, по собственному желанию уехал на фронт — в 3-ю Маньчжурскую армию.
После окончания академии служил помощником старшего адъютанта штаба Виленского военного округа. 3 апреля 1912 года был назначен старшим адъютантом штаба 13-й пехотной дивизии в Севастополе.

### Первая мировая война
В начале Первой мировой войны капитан Махров временно исполнял должность начальника штаба 34-й дивизии. С сентября 1914 года служил сначала старшим адъютантом в оперативном отделении генерал-квартирмейстера штаба 8-й армии генерала А. А. Брусилова, а затем до сентября 1916 года — и. д. генерал-квартирмейстера штаба 8-й армии. В оперативном отделении этого штаба под начальством генерала Махрова служили выдвинувшиеся при генерале Врангеле офицеры Г. И. Коновалов, А. М. Шкеленко, П. Е. Дорман. В январе 1917 года полковник Махров был назначен командиром 13-го Сибирского стрелкового полка, который отличился в августе 1917 года в боях под Ригой. В сентябре 1917 года произведён в генерал-майоры и вступил в должность генерал-квартирмейстера 12-й армии. Закончил службу на Германском фронте и. д. начальника штаба Главнокомандующего Юго-Западным фронтом при командующем генерале Стогове. В январе 1918 года получил отпуск по болезни и уехал в Полтаву, где проживала его семья.

### Гражданская война и эмиграция
Желая уклониться от участия в братоубийственной гражданской войне Махров оставался в Полтаве до конца 1918 года. Но, когда стали приближаться войска РККА, уехал через Одессу в Крым и вступил в ряды Добровольческой армии. 21 февраля 1919 года приказом генерала Деникина генерал Махров был назначен заместителем начальника военных сообщений Крымско-Азовской Добровольческой армии генерала Боровского. В апреле 1919 года, после отхода Крымско-Азовской армии на Ак-Манайские позиции и переформирования её в отдельный корпус, генерал Махров сдал свою должность и прибыл в Екатеринодар в распоряжение штаба генерала Деникина.
7 июня 1919 года был назначен начальником военных сообщений Кавказской армии генерала Врангеля. 24 января 1920 года, в связи с расформированием Кавказской армии и передачей её частей в новую, Кубанскую армию генерала Шкуро, генерал Махров продолжил оставаться начальником военных сообщений уже при генерале Шкуро.
21 февраля 1920 года, когда отступление Белых армий Юга России приняло катастрофический характер, генерал Деникин предложил генералу Махрову вступить в должность генерал-квартирмейстера штаба ВСЮР. 16 марта 1920 года генерала Махрова назначили начальником штаба ВСЮР на место генерала Романовского. Генерал Махров участвовал в Военном совете, собранном по приказу Деникина в Севастополе 21—22 марта 1920 года для избрания нового Главнокомандующего. На Совете Махров первым выступил за продолжение борьбы.
22 марта 1920 года новым Главнокомандующим назначили генерала Врангеля. Он оставил без перемен штаб ВСЮР, но приступил к реорганизации армии на основе «Секретного доклада начальника штаба Главнокомандующего ВСЮР», поданного ему генералом Махровым 8 апреля; 8 июня того же года Махров был произведён Врангелем в генерал-лейтенанты, 16 июня назначен военным представителем Главнокомандующего ВСЮР в Польше, где ему было поручено сформировать из находившихся там остатков белых войск 3-ю Русскую армию. Отдав свой последний приказ по штабу 21 июня 1920 года, генерал Махров выбыл в Польшу. Однако вскоре после его прибытия 12 октября 1920 года в Риге был заключён мирный договор между советской стороной и Польшей. Вместо формирования армии генералу Махрову пришлось заниматься устройством и защитой тех русских солдат, казаков и офицеров, которые задержались в Польше после Рижского договора. Генерал Махров оставался представителем генерала Врангеля в Польше до декабря 1924 года.
В 1925 году Махров приехал в Париж с семьёй, где началась его трудная эмигрантская жизнь. В 1932 году генерал Махров покинул Париж и уехал в Канны, на юг Франции, где зарабатывал на жизнь уроками английского и русского языков.
Генерал Махров в 1930-х годах всё больше и больше склонялся к «оборончеству». 12 мая 1953 г. он писал своему сотруднику по штабу армии полковнику П. В. Колтышеву: «День объявления войны немцами России, 22 июня 1941 г., так сильно подействовал на всё моё существо, что на другой день, 23-го, я послал заказное письмо Богомолову (советский посол во Франции), прося его отправить меня в Россию для зачисления в армию, хотя бы рядовым».

Господин полпред! Долг солдата обязывает меня защищать мою Родину вместе с Русским народом! Прошу Вас ходатайствовать перед Советским правительством о разрешении мне возвратиться в Россию, и о зачислении меня в ряды Красной Армии.
22.06.1941 г.
Генерал Махров был 19 августа 1941 года арестован режимом Виши и после заключения в тюрьме Ниццы отправлен в концентрационный лагерь Верне. По словам другого заключённого лагеря — врача А. Н. Рубакина — Махров часто говорил:

…Меня очень интересует социализм. Я о нём много читал и считаю, что мир неизбежно придёт к социализму
7 декабря 1941 года был освобождён благодаря ходатайству генерала Нисселя, который его хорошо знал по Варшаве. При освобождении главный комиссар лагеря сообщил Махрову причину ареста и предупредил:

В будущем будьте осторожны в своей переписке вообще и с заграницей в особенности. Мотивом вашего заключения в лагере послужило то, что вы в письмах ваших в Испанию к одному из ваших офицеров-эмигрантов писали, что Красная армия «расшибёт»… немцев… и призывали не сотрудничать с Гитлером в борьбе против России. Вы даже выражали готовность поступить в ряды Красной армии. Всё это было обнаружено цензурой…
С тех пор и до освобождения Франции генерал был под гласным надзором французской коллаборационистской полиции. Сочувствовал Сопротивлению, но под страхом ареста в активных действиях участия не принимал.
5 марта 1945 года Махров встретился с советским послом А. Е. Богомоловым, который сообщил Махрову, что получил его письмо, направленное в день объявления войны. Богомолов говорил, что указ Президиума Верховного Совета СССР о восстановлении в гражданстве СССР бывших подданных Российской империи, проживавших во Франции, изданный 14 июня 1946 года, был вызван, в том числе, письмом Махрова от 22 июня 1941 года. Махров получил советское гражданство. Однако сестра Махрова Надежда из Москвы советовала генералу не торопиться с возвращением в СССР. В последующем генералу отказали в продлении советского паспорта.
Автор нескольких военно-научных работ и обширных воспоминаний. Скончался 29 февраля 1964 года в городе Канны. Похоронен на местном кладбище.

## Награды
- Орден Святой Анны 4-й степени с надписью «За храбрость» (1905, утверждено 04.02.1907)
- Орден Святого Станислава 3-й степени (1910)
- Орден Святой Анны 3-й степени (1913)
- Орден Святого Владимира 4 ст. с мечами и бантом
- Орден Святого Станислава 2 степени с мечами
- Орден Святой Анны 2 степени с мечами
- Орден Святого Владимира 3 степени
- Георгиевское оружие (1915)

## Сочинения
- Военная тайна и военная цензура. — Варшава, 1909.
- Специальность Генерального штаба и его служебная практика. — М., 1911.
- Балканская война 1912 г. — Севастополь, 1913.
- Применение воздухоплавательных аппаратов на войне. — Севастополь, 1914.
- Кто и почему мог похитить генерала Кутепова и генерала Миллера? — Париж, 1937.
- Что нам делать? — Париж, 1938.
- Историческая памятка о Виленском военном училище. — Париж, 1959.
- В Белой армии генерала Деникина. Записки начальника штаба главнокомандующего Вооружёнными силами Юга России. — СПб.: Logos, 1994. — 300 с. — ISBN 5-87288-072-3.

## Семья
Жена — Мария Адамовна, урожд. Бафталовская (1884, Саратов—1968, Канны), дочь полковника Адама Ивановича Бафталовского, сестра И. А. Бафталовского и Николая Адамовича Бафталовского (1893—1920), одного из первых русских военных летчиков.
- Дочь — Елена (1909—1976)
  - Внук — Жан (Иван Андреевич) Черячукин (род. в 1939 году)[9][10]

У генерала Махрова П. С. было два брата и две сестры:
Братья:
- Махров, Николай Семёнович (1877—1936) — бывший генерал-майор императорской армии, в 1918 году перешёл на службу в РККА, дослужился до комбрига (1936 год), умер в Москве; похоронен на Новодевичьем кладбище.
- Махров, Василий Семёнович (1887—1940) — полковник, участник Гражданской войны на стороне Белого движения. Эвакуировался с флотом в Бизерту в 1921 году. Умер в Тунисе; в 1991 году его прах был перенесен в Канны. Его сын — Кирилл Васильевич Махров, французский дипломат, торговый атташе Франции, архивист, библиофил, автор публикаций по истории Русского зарубежья во Франции и в Тунисе, публикатор мемуаров П. С. Махрова.

Сестры: 
- Мария Семеновна Махрова, в замужестве Аликевич.
- Надежда Семёновна Светозарова (1883 — 1963, Москва)[11][12]. Ее муж — Светозаров Андрей Николаевич, полковник, участник Первой мировой войны, перешел на службу в РККА; вышел в отставку в 1929 году. Их дочь — Светозарова Надежда Андреевна (1913—1992), пианистка, заслуженный работник культуры РСФСР, преподаватель Школы-семилетки имени Гнесиных, затем директор этой школы, преподаватель ГМПИ им. Гнесиных, первая заведующая кафедрой общего фортепиано.

### Комментарии
1. ↑  Пост начальника штаба Русской армии занял ген. П. Н. Шатилов[1].

### Сноски
1. ↑  Kenez, 1977, с. 278.
2. ↑  Ганин А. В. Белый генерал Пётр Махров: «Прошу… о зачислении меня в ряды Красной Армии» // Родина. — 2021. — № 6. — С. 39.
3. ↑  Ганин А. В. Белый генерал Пётр Махров: «Прошу… о зачислении меня в ряды Красной Армии» // Родина. — 2021. — № 6. — С. 40.
4. ↑  Махров, Пётр Семёнович. Дата обращения: 29 августа 2015. Архивировано 23 сентября 2015 года.
5. 1 2 3 4  Ганин А. В. Белый генерал Пётр Махров: «Прошу… о зачислении меня в ряды Красной Армии» // Родина. — 2021. — № 6. — С. 41.
6. ↑  Российская газета 22 июня 1941 года начальник штаба Деникина и Врангеля пытался записаться на фронт добровольцем Архивная копия от 10 марта 2023 на Wayback Machine 22.06.2021
7. ↑  Вот что повествуется в мемуарах П. С. Махрова в главе «Семья полковника Адама Ивановича Бафталовского»: «Приехав 5 февраля в Полтаву, я поселился в семье моего тестя отставного полковника Адама Ивановича Бафталовского. Эту семью я знал с 1897 года. Тогда Адам Иванович был в г. Минске командиром батальона 119-го пехотного Коломенского полка, и я его адъютантом. В его доме я и познакомился с моей будущей женой Марией Адамовной, десятилетней девочкой. Затем он командовал 46[-м] Днепровским пех[отным] полком в г. Проскурове. Выслужив пенсию, будучи причисленным к комитету раненых, он вышел в отставку и переехал в Полтаву, где и жил на покое. Здесь он отдался всецело заботе об образовании своей семьи, состоявшей из 4-х барышень: Веры, Ольги, Марии и Наталии и четырех сыновей: Петра, Николая, Игоря и Бориса. Две старших дочери учились на курсах иностранных языков в Петербурге, а моя будущая жена на медицинском факультете. Младшая же Натали, очень болезненная, окончив гимназию, жила дома. Все сыновья учились в кадетском корпусе в Могилеве.

Пред войной 1914 года 3 дочери вышли замуж: старшая — за военного юриста подполковника Боровского, другая — за московского педагога Леонова, а на Марии Адамовне в 1908 году женился я. Накануне войны 1914 г. все сыновья стали офицерами: старший Петр — гусаром Изюмского полка, следующий Николай — военным летчиком, Игорь вышел в Старо-Оскольский пехотный полк, а Борис — в тяжелую артиллерию».
8. ↑  По некоторым сведениям, штабс-капитан Бафталовский был расстрелян красными в начале 1920 года. Дата обращения: 3 декабря 2023. Архивировано 3 декабря 2023 года.
9. ↑  Потомок белых генералов Жан Черячукин стал гражданином России - ТАСС. TACC. Дата обращения: 3 декабря 2023.
10. ↑  Жан Черячукин стал российским гражданином (31 мая 2020). Дата обращения: 3 декабря 2023.
11. ↑  Ганин А. В. Белый генерал Пётр Махров: «Прошу… о зачислении меня в ряды Красной Армии» // Родина. — 2021. — № 6. — С. 42.
12. ↑  Судьбой мы вынуждены идти один против другого, как враги | Правмир. www.pravmir.ru. Дата обращения: 3 декабря 2023.